# 79 (tal)
79 (sjuttionio) är det naturliga talet som följer 78 och som följs av 80.
- Hexadecimala talsystemet: 4F
- Binärt: 1001111
- Delbarhet: 1, 79.
- Antal delare: 2
- Summan av delarna: 80
- Det 22:a primtalet, efter 73 och före 83

## Inom matematiken
- 79 är ett udda tal.
- 79 är ett extraordinärt tal.
- 79 är ett Kyneatal.
- 79 är ett aritmetiskt tal.
- 79 är det minsta talet som inte kan skrivas som summan av mindre än 19 fjärde potenser.
- 79 är ett strikt icke-palindromtal.
- 79 är det 22:a primtalet.
- 79 är det minsta primtalet p för vilket den reella kvadratiska kroppen Q[√p] har klassantal större än 1 (nämligen 3).
- 79 och 83 är primtalskusiner.
- 79 är ett latmirp.
- 79 är ett glatt primtal.
- 79 är ett Gaussiskt primtal
- 79 är ett Higgsprimtal
- 79 är ett Kyneaprimtal
- 79 är ett lyckoprimtal
- 79 är ett Pillaiprimtal
- 79 är ett regelbundet primtal
- 79 är ett sexigt primtal (med 73)

## Inom vetenskapen
- Guld, atomnummer 79
- 79 Eurynome, en asteroid
- M79, klotformig stjärnhop i Haren, Messiers katalog